# Modipane

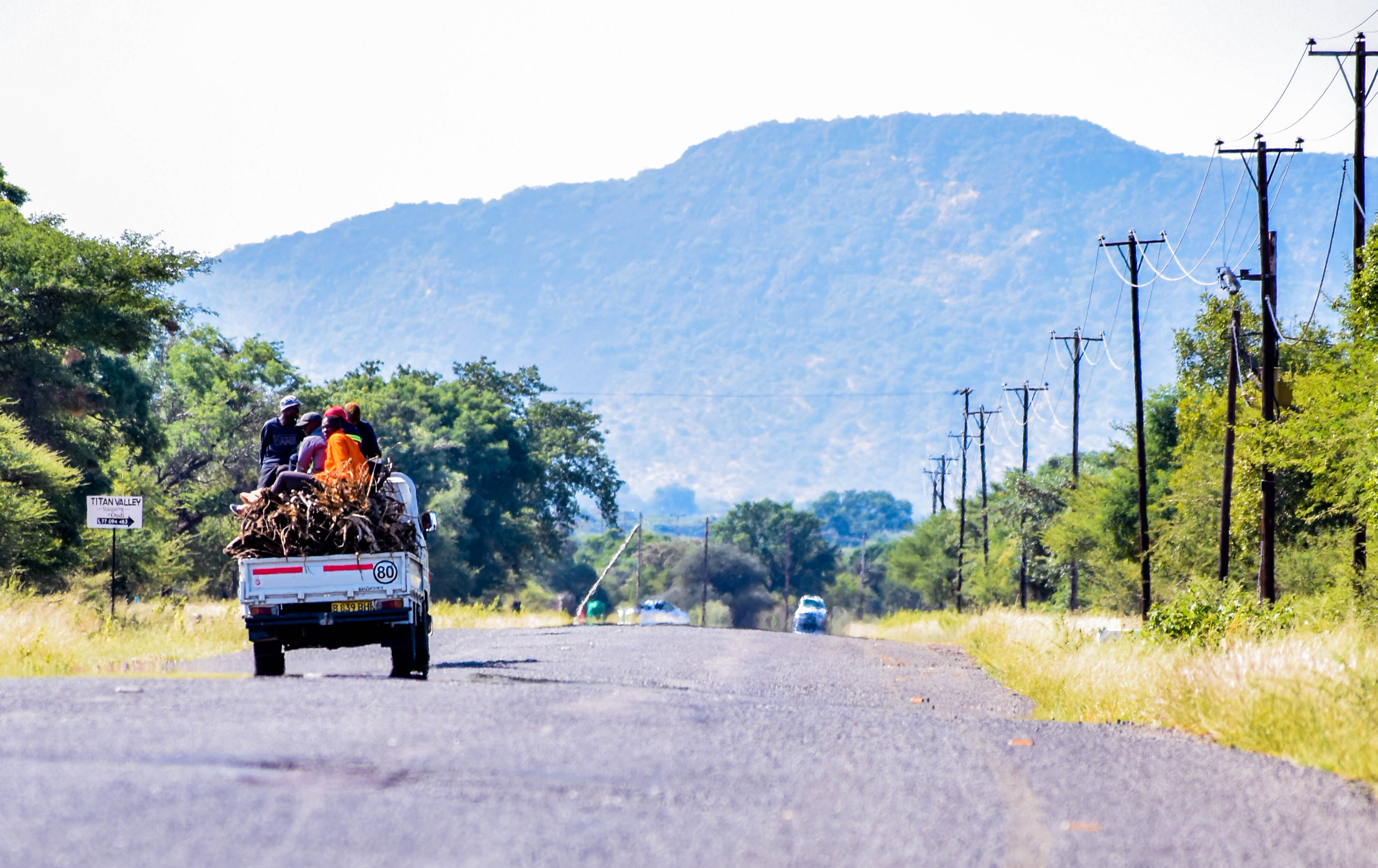
Sur la route de Modipane.

Modipane est une ville du Botswana.